# Massa Marittima
Massa Marittima és un municipi situat al territori de la província de Grosseto, a la regió de la Toscana (Itàlia).
Limita amb els municipis de Follonica, Gavorrano, Monterotondo Marittimo, Montieri, Roccastrada, Scarlino i Suvereto.
Pertanyen al municipi les frazioni de Ghirlanda, Niccioleta, Prata, Tatti, i Valpiana.

## Galeria

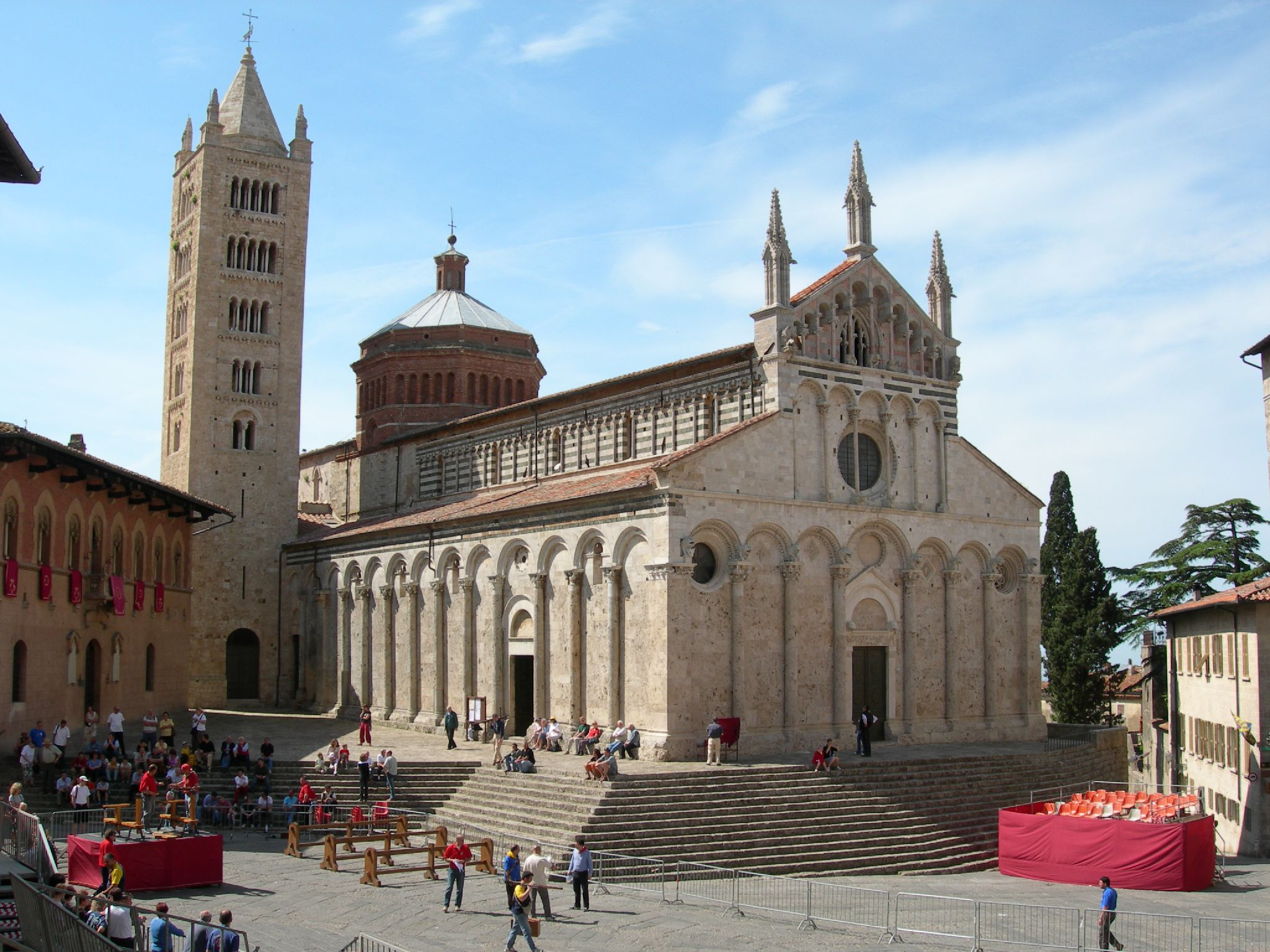
Catedral
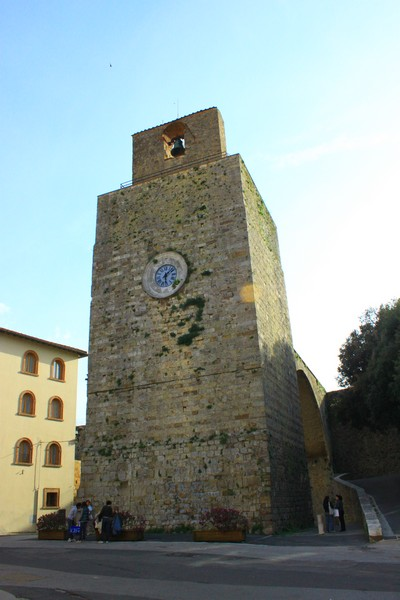
Plaça Matteotti
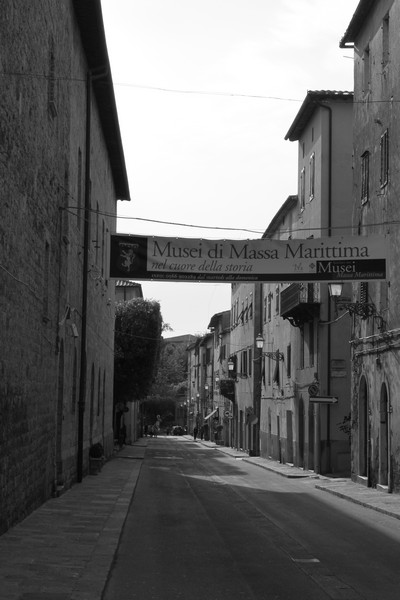
Carrer
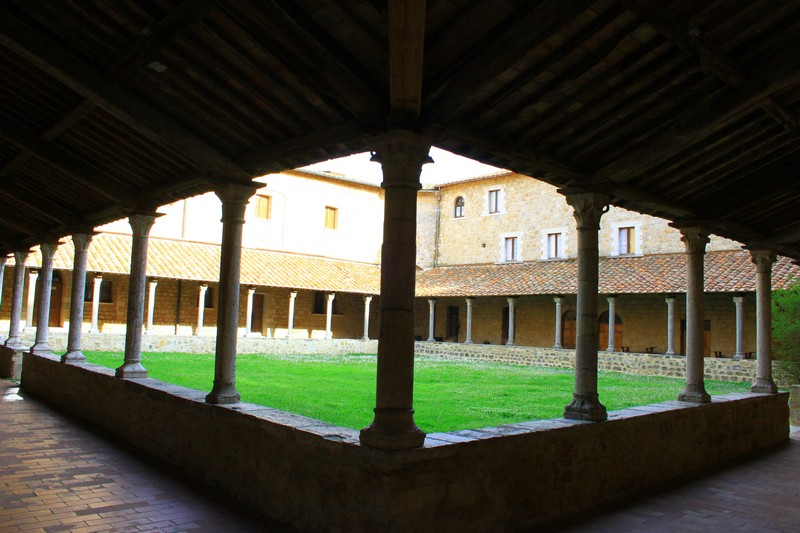
Claustre de l'església de S.Agustí